# Onthophagus singhaakhomus
Onthophagus singhaakhomus là một loài bọ cánh cứng trong họ Bọ hung (Scarabaeidae).